# Erasmus Quellinus il Giovane

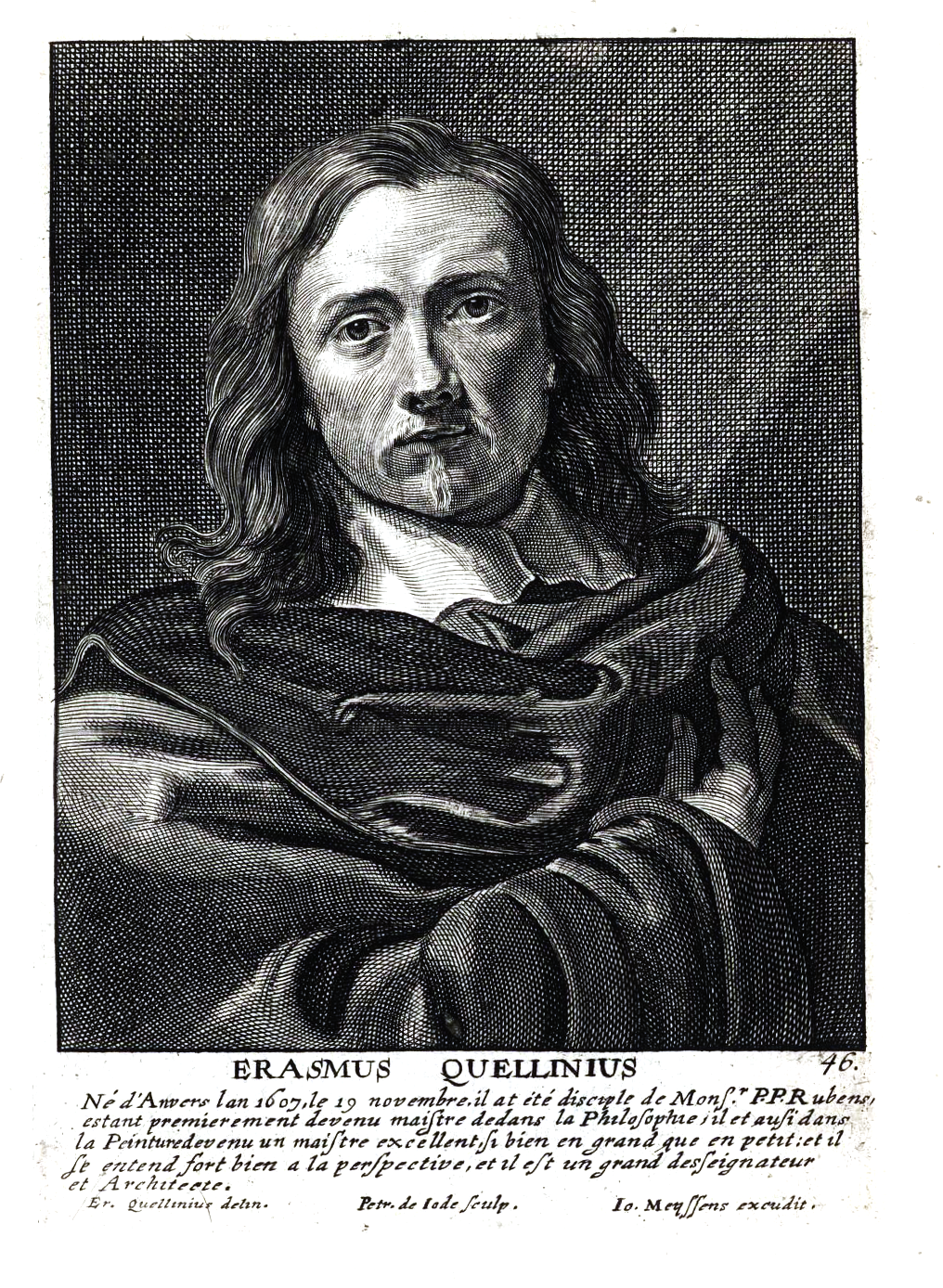
Erasmus Quellinus il Giovane ritratto nellHet Gulden Cabinet.

Erasmus Quellinus il Giovane (Anversa, 1607 – Anversa, 1678) è stato un pittore fiammingo specializzato in studi sulla prospettiva e allievo di Peter Paul Rubens.

## Biografia
Nato ad Anversa, è figlio di Erasmus Quellinus il Vecchio ed Elizabeth van Uden. Dapprima allievo di Wallerant Vaillant, collaborò con numerosi membri della sua famiglia di artisti, tra cui Jan Philips van Thielen. Suo fratello Artus Quellinus il Vecchio fu un celebre scultore, così come tra i figli ed i nipoti vi fu una serie di pittori. Si sposò nel 1634 con Catharina de Hemelaer, da cui ebbe il figlio Jan-Erasmus Quellinus. Nel secondo matrimonio sposò Françoise de Fren, sorella di Isabella de Fren che fu moglie di David Teniers il Giovane.

## Opere
- Giasone con il vello d'oro (1630 circa), Olio su tela, Madrid, Museo del Prado